# Burni Ulungkapi
Burni Ulungkapi är ett berg i Indonesien.   Det ligger i provinsen Sumatera Utara, i den västra delen av landet, 1 500 km nordväst om huvudstaden Jakarta. Toppen på Burni Ulungkapi är 1 595 meter över havet.
Terrängen runt Burni Ulungkapi är lite bergig.Runt Burni Ulungkapi är det mycket glesbefolkat, med 3 invånare per kvadratkilometer. I omgivningarna runt Burni Ulungkapi växer i huvudsak städsegrön lövskog.